# Jean-Louis Rieupeyrout
Jean-Louis Rieupeyrout, né le 31 juillet 1923 à Eygurande et mort le 25 janvier 1992 à La Rochelle des suites d'un cancer, est un écrivain français du XXe siècle spécialiste de l'Ouest américain. Il a travaillé comme professeur de français au lycée Léonce-Vieljeux de La Rochelle et a été vice-président de la Fédération française des ciné clubs.

## Œuvres
- Le Western ou le cinéma, américain par excellence préfacé par André Bazin. Éditions du Cerf. 1953
- La Grande aventure du western : du Far West à Hollywood (1894-1963). Éditions du Cerf. 1964. Réédité par Ramsay en 1987 avec une préface de Michel Boujut
- Histoire du Far-West. Éditions Tchou en 1967 et en 1977. Une édition revue et abrégée a été éditée par Le Livre de poche en 1975
- La Grande Aventure du Far West. Éditions Tchou. 1969
- L'Ouest américain : une mythologie moderne. INRDP. 1969
- Histoires et légendes du Far-West mystérieux. Éditions Tchou. 1969
- Scénario de Baby Doe ou la Reine de L'argent comédie radiophonique en 30 séquences. 1970
- La Véritable conquête de l'Ouest américain préfacé par Yves Berger. Éditions Tchou. 1970
- La grande aventure du Western. Du Far West à Hollywood (1894-1963). Éditions du Cerf. 1971
- La Conquête de l'Ouest : la fantastique histoire vraie du Western en 405 vignettes toutes en couleurs, 1972
- L'Oiseau-tonnerre. Éditions Gallimard. 1972
- Shérifs et hors-la-loi. Éditions Gallimard. 1973
- Scénario du téléfilm La Cité crucifiée de Jean-Paul Roux. 1974
- L'Épopée du Cheval de fer . Éditions Gallimard. 1974
- Les Fils du Soleil 1. Les Siècles de la liberté : Indiens du Sud-Ouest des États-Unis : de la préhistoire au XVIe siècle. Enquêtes photographiques avec Jean-Michel Rieupeyrout et Jean-Robert Masson. Éditions du Seuil. 1978
- Les Fils du Soleil. Indiens du sud-ouest des États-Unis. Enquêtes photographiques avec Jean-Michel Rieupeyrout et Jean-Robert Masson. Éditions du Seuil. 1978
- Traduction de Les Cow-boys écrit par William H. Forbis avec la collaboration des rédacteurs des éditions Time-Life. Time-Life international. 1978
- Au temps de la conquête de l'Ouest avec Paul-Henry Plantain, illustré par José Maria Miralles. Hachette Livre. 1979
- La Vie quotidienne des conquérants du Far West illustré par René Follet. Hachette Livre. 1983
- Histoire des Apaches, La fantastique épopée du peuple de Geronimo 1520-1981. Éditions Albin Michel. 1987
- Poitou-Charentes. Nathan. 1987
- La Rochelle avec des photographies de Jean-Michel Rieupeyrout. Éditions Sud Ouest. 1988
- Connaître La Rochelle avec des photographies de Jean-Michel Rieupeyrout. Éditions Sud Ouest. 1988
- Histoire des Navajos, Une saga indienne 1540-1990. Éditions Albin Michel en 1991 et en 1993.  (ISBN 2-226-05317-4)
- La Joie par les livres (France 1965-2007). Documents d'archives et manuscrits. 1992
- Le Conquistador perdu : la fabuleuse odyssée indienne de Cabeza de Vaca (1528-1536). Payot. 1992
- La Conquête de l'Ouest, la naissance d'une nouvelle Amérique adapté par Yves Cohat. Hachette Livre. 2004